# Thunbergia usambarica
Thunbergia usambarica är en akantusväxtart som beskrevs av Gustav Lindau. Thunbergia usambarica ingår i släktet thunbergior, och familjen akantusväxter. Inga underarter finns listade i Catalogue of Life.